# Notafília
A notafília a pénzjegyek, asszignáták tanulmányozásával foglalkozó tudomány, a numizmatika résztudománya, illetve a papírpénzek gyűjtése, mint hobbi. Bár a pénzjegyek gyűjtése feltehetőleg megjelenésükkel egyidőben elindult, csak az 1940-es években kezdődött meg a szisztematikus gyűjtés, majd az 1970-es évekre önállósodott a terület. Ezzel párhuzamosan megjelentek az egyes országok pénzjegykatalógusai is. A notafília kiemelkedő művelője Albert Pick (1922-2015) német numizmatikus, az első átfogó pénzjegykatalógusok - Standard Catalog of World Paper Money - szerkesztője.